# Occhiatura

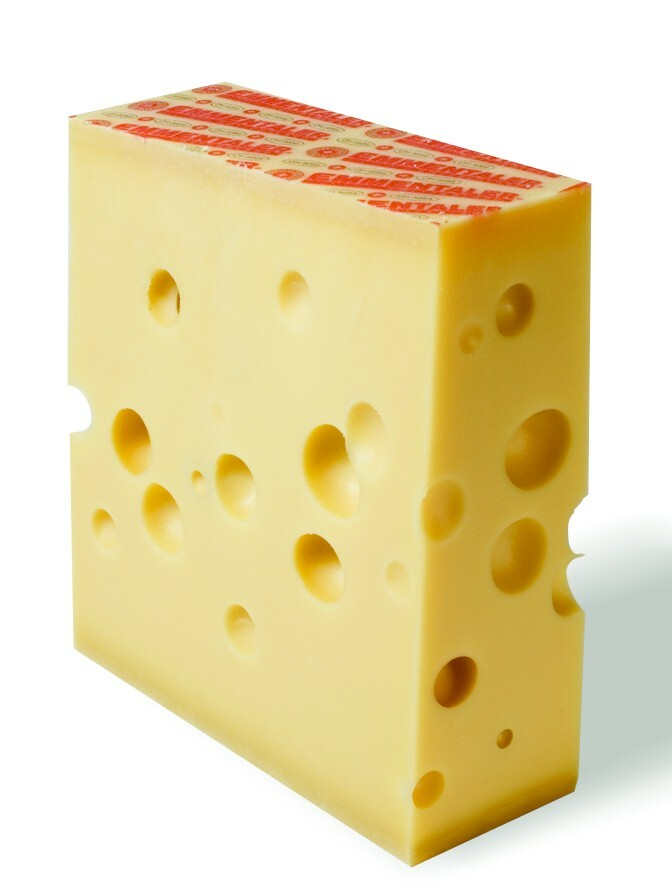
Emmentaler con gli occhi

L'occhiatura denota i fori rotondi ("occhi") che sono una caratteristica di alcuni formaggi, soprattutto (ma non solo) di tipo svizzero (ad esempio il formaggio Emmentaler) e di tipo olandese. Gli occhi sono bolle di anidride carbonica. Il gas è prodotto da varie specie di batteri presenti nel formaggio.

## Formaggio svizzero
Nei formaggi di tipo svizzero, gli occhi si formano come risultato dell'attività dei batteri dell'acido propionico (propionibatteri), in particolare propionibacterium freudenreichii subsp. shermanii. Questi batteri trasformano l'acido lattico in acido propionico e anidride carbonica, secondo la formula:
3 lattato → 2 propionato + acetato + CO2 + H2O
La CO2 così prodotta si accumula in punti deboli nella cagliata, dove forma bolle che diventano gli occhi del formaggio. Non tutta la CO2 è così intrappolata: in un formaggio di 80 kg, negli occhi rimangono circa 20 L di CO2, mentre 60 L rimangono disciolti nella massa del formaggio e 40 L vengono persi dal formaggio stesso.

## Formaggio olandese
Nei formaggi di tipo olandese, la CO2 che forma l'occhiatura deriva dalla metabolizzazione del citrato da ceppi di lactococco citrato-positivi ("Cit +").